# Dicranomyia (Pseudoglochina) biluteola
Dicranomyia (Pseudoglochina) biluteola is een tweevleugelige uit de familie steltmuggen (Limoniidae). De soort komt voor in het Oriëntaals gebied.